# Парк Перемоги (станція метро, Санкт-Петербург)
59°51′58.90″ пн. ш. 30°19′18.49″ сх. д. / 59.8663611° пн. ш. 30.3218028° сх. д.
Парк Перемоги (рос. Парк Победы) — станція Московсько-Петроградської лінії Петербурзького метрополітену, розташована між станціями  «Московська» та «Електросила».
Відкрита 29 квітня 1961 року у складі ділянки «Парк Перемоги» - «Технологічний інститут». Найменування отримала по розташуванню на території однойменного парку.

## Технічна характеристика
Конструкція станції — закритого типу глибокого закладення (глибина закладення — 35 м). Похилий хід тристрічковий, починається з південного торця станції.

## Вестибюлі та пересадки
Вихід у місто на Московський проспект, Басейну вулицю, до вулиці Перемоги, площі Чернишевського, Московського парку Перемоги, СКК.
Для наземного вестибюля розроблено спеціальний проект — круглий павільйон з прибудованим заскленим кіоском під одним дахом. По всьому периметру над вікнами та дверима було змонтовано довгий козирок, що захищає пасажирів від негоди. На середину 2010-х павільйон змінили, спорудивши великий торговий кіоск.

## Колійний розвиток
Станція без колійного розвитку.
Станція «Парк Перемоги» була кінцевою станцією Московсько-Петроградської лінії до 1969 року, за нею знаходився перехресний з'їзд, на середину 2010-х розібраний. Він був єдиним такого типу: тунелі сходилися в один, а потім знову розходилися (> - <).

## Оздоблення
Ритмічні ряди дверних прорізів, розташованих уздовж станції, оздоблені закругленими смугами рифленого металу. На стінах укріплені карнизи з візерункового скла, за якими приховані лампи. У торцеві стіни вписані параболічні декоративні арки, що як би підводять перекриття залу і створюють відчуття більшої свободи підземного інтер'єру. Червоні трикутники на підлозі платформи імітують переможні знамена (у нижнього ескалаторного залу є невелика ділянка, де покриття замінено: спочатку планувалося провести заміну всього підлогового покриття, проте малюнок був не дотримано, що викликало протест з боку архітектора і процес ліквідації оригінального покриття було припинено). На глухий торцевій стіні — рік відкриття і назва станції. Спочатку двері були з матового білого скла, проте згодом замінені на звичайні.

## Ресурси Інтернету
- «Парк Перемоги» на офіційному сайті Петербурзького метрополітену [Архівовано 7 березня 2014 у Wayback Machine.](рос.)
- «Парк Перемоги » на metro.vpeterburge.ru [Архівовано 26 лютого 2014 у Wayback Machine.](рос.)
- «Парк Перемоги » на ometro.net(рос.)
- «Парк Перемоги » на форумі metro.nwd.ru [Архівовано 5 березня 2016 у Wayback Machine.](рос.)
- «Парк Перемоги » на сайті «Прогулянки по метро» [Архівовано 7 березня 2014 у Wayback Machine.](рос.)